# Villadoz
Villadoz (aragónul Villadolz) község Spanyolországban,  Zaragoza tartományban. Villadoz Badules, Romanos, Villarroya del Campo, Mainar és Villarreal de Huerva községekkel határos. Lakosainak száma 81 fő (2024).

## Népesség
A település népessége az utóbbi években az alábbiak szerint változott:
| Lakosok száma | 84   | 88   | 91   | 88   | 87   | 94   | 90   | 92   | 90   | 81   |
|               | 2001 | 2004 | 2007 | 2009 | 2012 | 2014 | 2017 | 2019 | 2022 | 2024 |